# NGC 7012
NGC 7012 é uma galáxia elíptica (E) localizada na direcção da constelação de Microscopium. Possui uma declinação de -44° 48' 52" e uma ascensão recta de 21 horas, 06 minutos e 45,5 segundos.
A galáxia NGC 7012 foi descoberta em 1 de Julho de 1834 por John Herschel.